# William Bouguereau

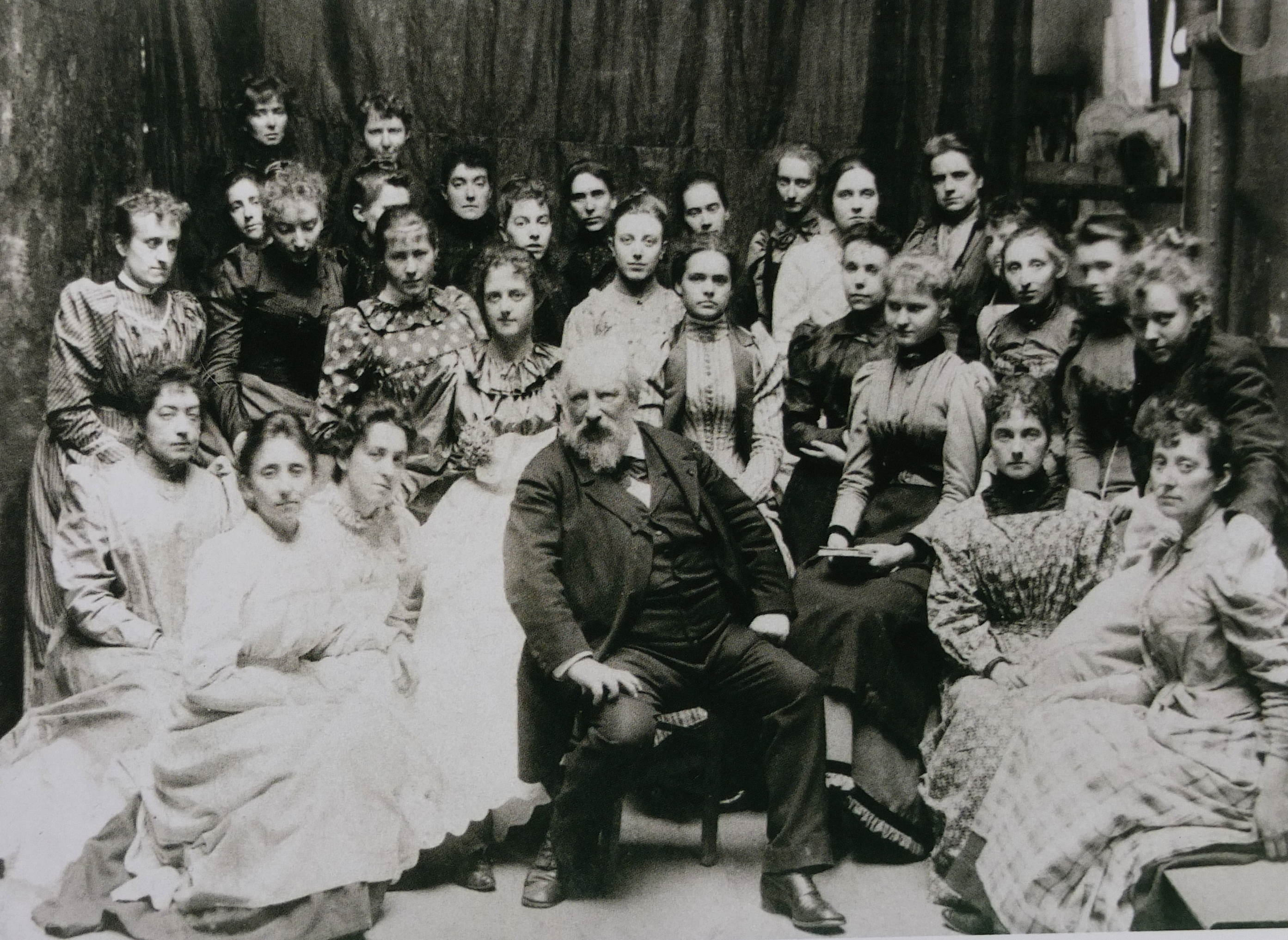
William Bouguereau med sina kvinnliga elever vid Académie Julian.

William-Adolphe Bouguereau, född 30 november 1825 i La Rochelle, död 19 augusti 1905 i La Rochelle, var en fransk målare, och lärare vid Académie Julian.

## Biografi
Bouguereaus familj var inte fattig, men han förväntades fortsätta i sina föräldrars fotspår och bidra till familjeekonomin när han vuxit upp. Hans far sålde först vin och sedan olivolja, och hans mor var sömmerska. Vid tidig ålder intresserade han sig för måleri, och en farbror till Bouguereau såg hans talang och hjälpte därför honom att börja på läroverk, där han fick sina första konstlektioner av Louis Sage (1816–1888). Senare studerade han vid Beaux-Arts i Bordeaux, där han försörjde sig genom att sälja målningar. Han vann även ett pris för en av sina bilder. Sedan fick han fortsatt hjälp av sin farbror och sin faster, som köpte ett stort antal målningar av honom så att han skulle ha råd med att fortsätta sina konststudier i Paris.
Vid 21 års ålder kom han in på Ecole des Beaux-Arts i Paris och två år därefter mottog han priset Prix de Rome, som inkluderade betald vistelse i Rom. Under sin vistelse i Italien besökte han olika italienska städer och platser, där han gjorde sig bekant med den italienska underklassen. År 1854 återvände han till Paris, och då var han tillräckligt framgångsrik som konstnär för att ha en respektabel inkomst från att sälja målningar. Förutom kommissioner avbildade han komplexa och mytologiska motiv som han tävlade med i konsttävlingar. Allt eftersom övergick han dock till motiv av det enklare slaget, exempelvis med motiv av bönder. Dessa målningar blev han mycket rik och känd för. Förutom i Frankrike blev han under sin livstid även känd i USA och England. Detta ledde bland annat till ett stort antal amerikanska konstnärer som flyttade till Paris för att studera för Bouguereau. Under sin livstid hade han över 220 amerikanska elever. Bland dessa märks Eanger Irving Couse, Anna Elizabeth Klumke, Robert Henri, Minerva Chapman, Lawton Parker, Cecilia Beaux och Elizabeth Jane Gardner.
Han blev även mycket framgångsrik inom det konstnärliga etablissemanget. År 1875 blev han instruktör vid Académie Julian. År 1876 blev han en livstidsmedlem av Académie des Beaux-Arts. Vid Parissalongen blev han 1885 utnämnd som befälhavare i Hederslegionen, och mottog den stora medaljen av ära för Salongen. Han var därmed mycket inflytelserik vid Parissalongen, vilket innebar att han hade inflytande över vad som ansågs vara fin konst och vad som skulle visas på Parissalongen.
Han gifte sig 1856 och blev sedermera far till tre söner och två döttrar. Endast en av döttrarna överlevde dock och hans fru avled i barnsäng. År 1879 förlovade han sig med en av sina amerikanska konstnärselever, Elizabeth Jane Gardner. De gifte sig dock först 17 år därefter, då hans mor och dotter motsatte sig giftermålet. Han dog vid 79 års ålder till följd av hjärtproblem.

## Konstnärlig stil
William Bouguereau var en genremålare vars stil på ett ytligt plan kan påminna om akademismen och realismen. Hans motiv är ofta enkla bönder, men bilderna lägger trots detta stort fokus på renlighet och förskönande av verkligheten. En av Bouguereaus studenter vid Académie Julian menade att Bouguereau hade sagt att "verkligheten är charmig när den lånar en glimt av poesi från fantasin".

## Modeller
Bouguereau betalade ofta en modell en månad i taget, både för att ställa upp som modell för en eller flera målningar och för att ta hand om Bouguereaus mor. Modellerna fick även bo tillsammans med honom och ta med sig sina familjer under vistelsen, vilket förklarar de många motiv av barn i hans målningar.

## Kritik och motstånd
Bouguereau kritiserades av sin samtid, bland annat för att inte tydligt särskilja mellan nymfer och madonnor och för att hans bilder var förutsägbara. När impressionismen började bli mer populär blev även hans målningar mindre attraktiva. Många av hans målningar förpassades till källare och förråd, där de led skada och ibland förstördes.

## Bilder

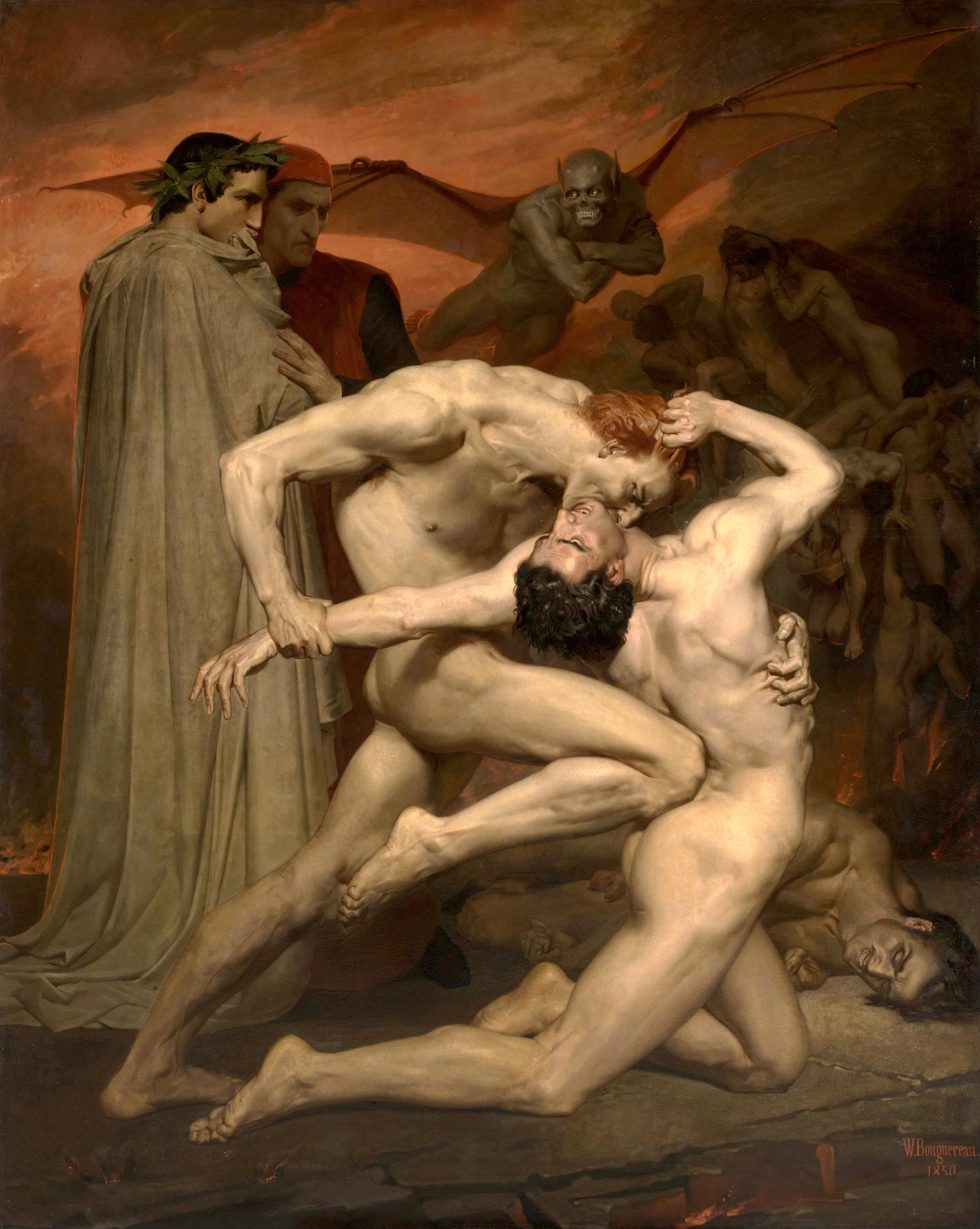
Dante och Vergilius (1850), Musée d'Orsay.
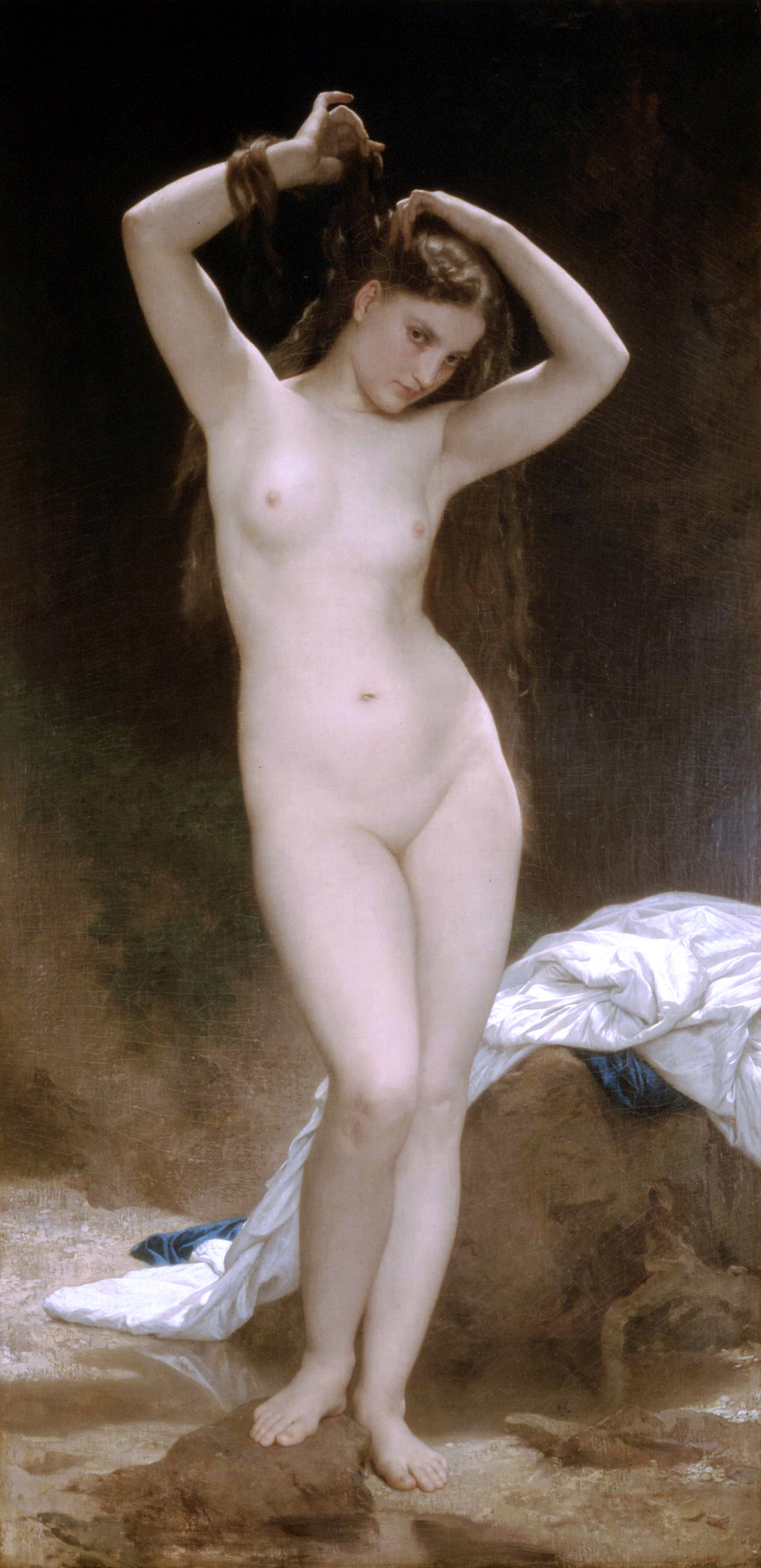
Badare (1870).
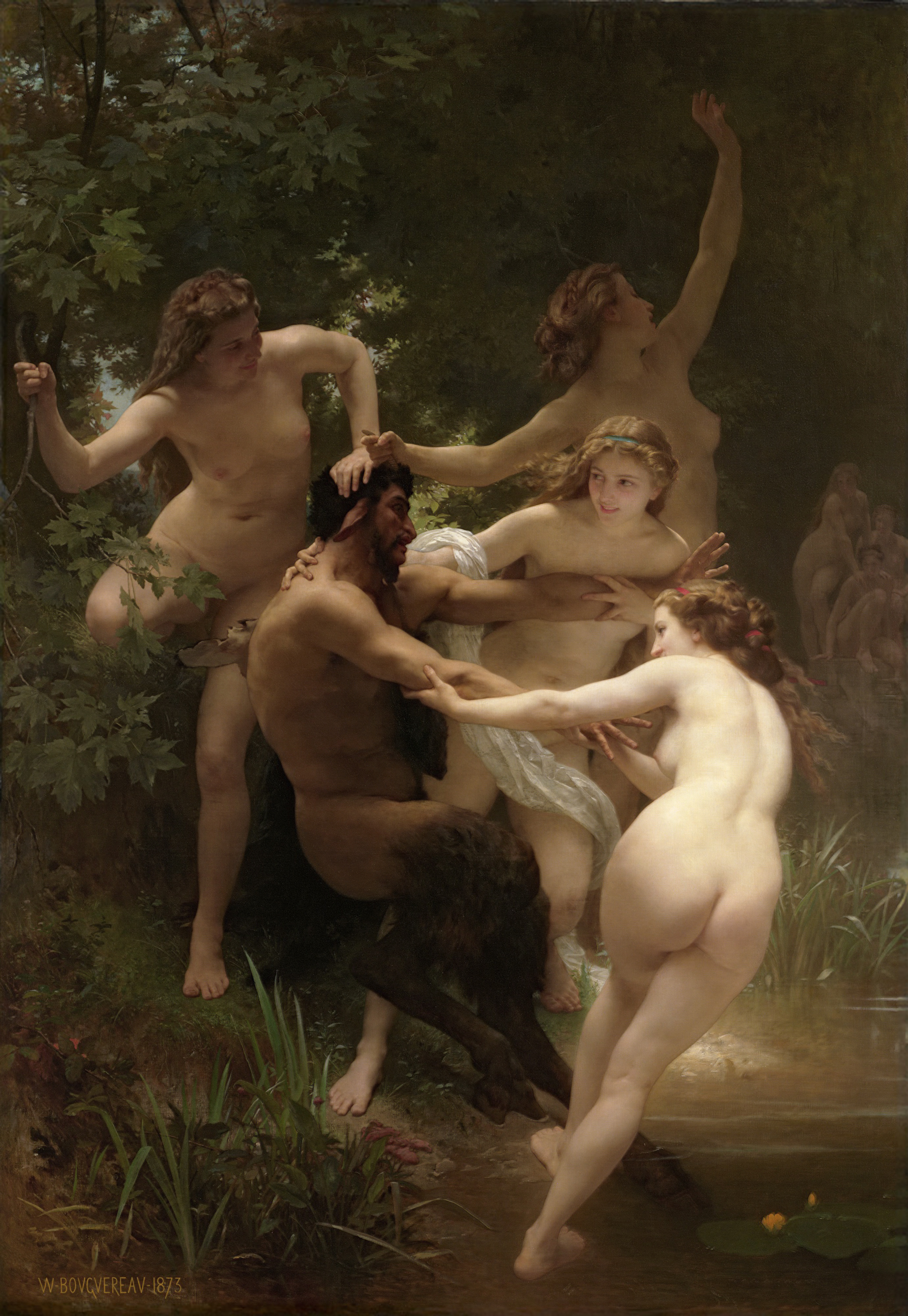
Nymfer och satyr (1873), Clark Art Institute.
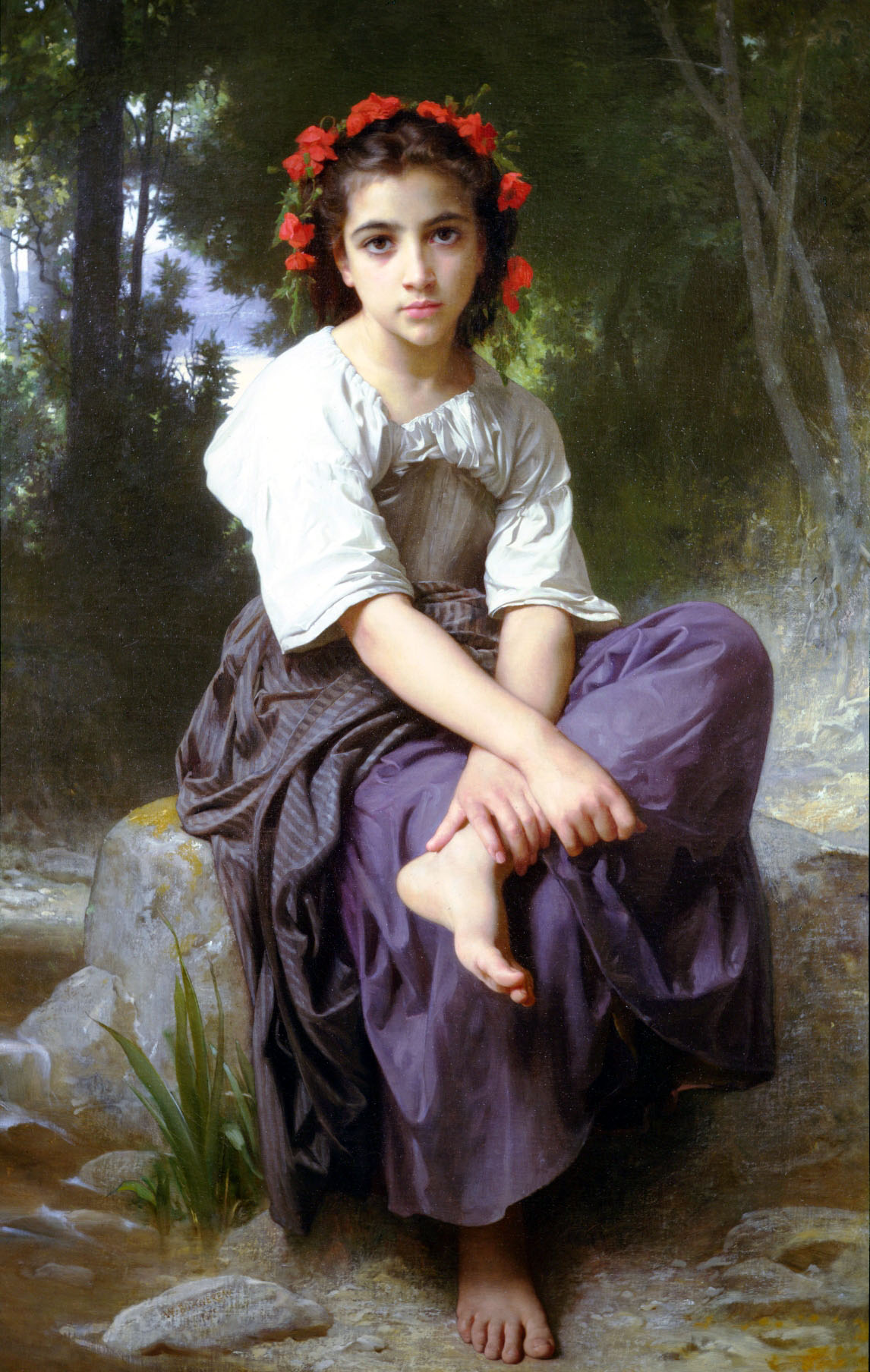
Vid bäcken (1875).
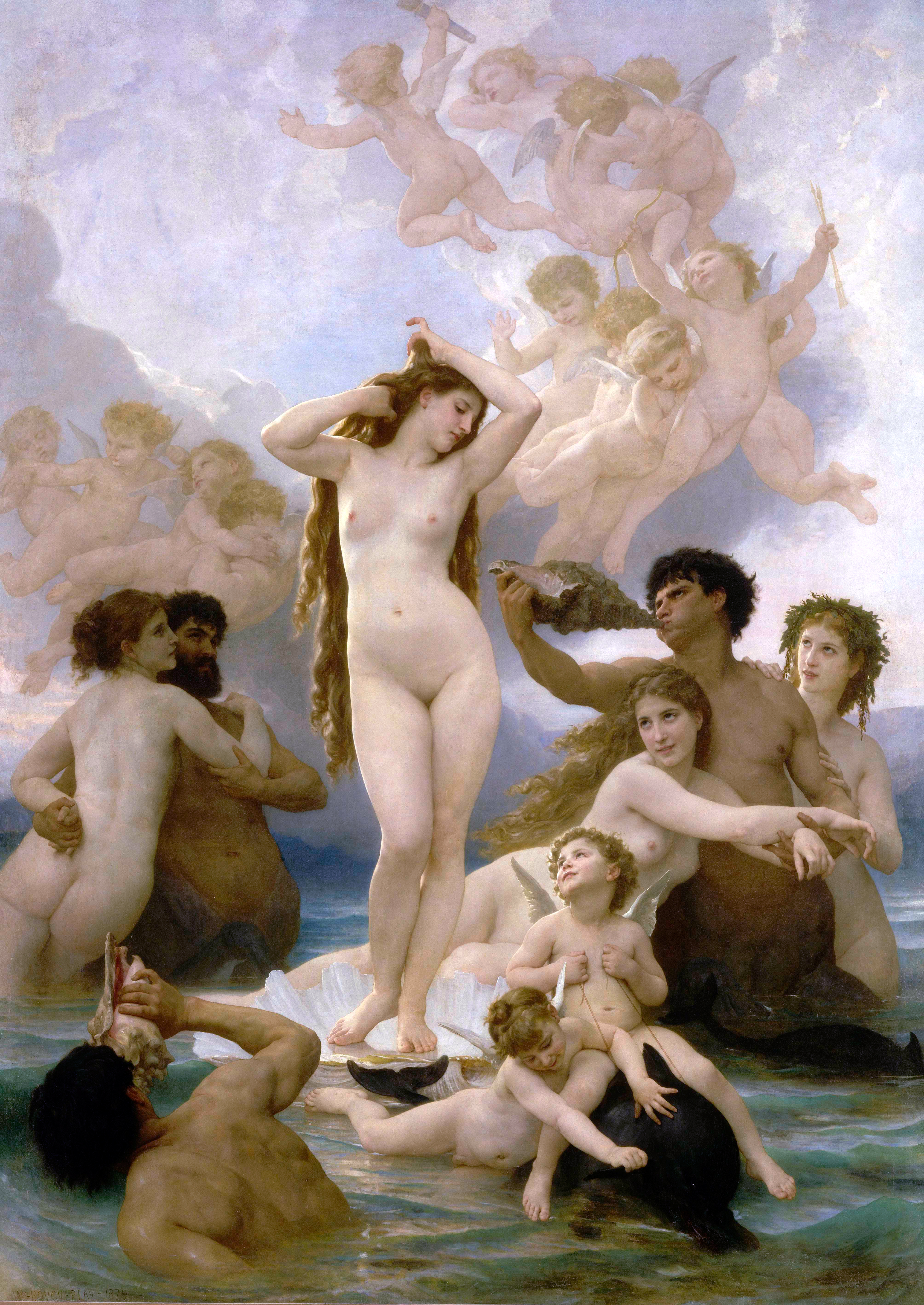
Venus födelse (1879), Musée d'Orsay.
Den lilla stickerskan (1882)
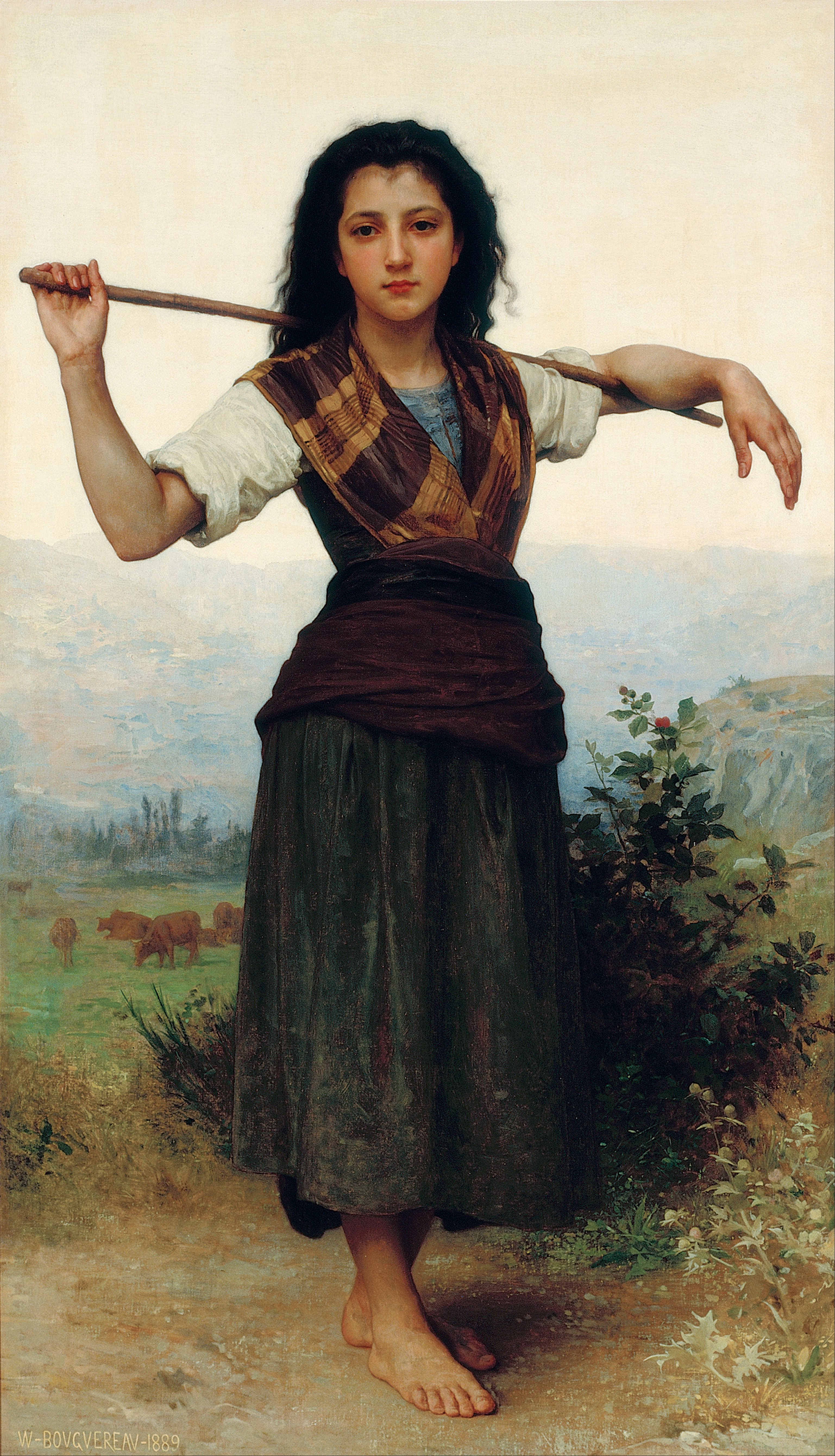
Den lilla herdinnan (1889), Philbrook Museum of Art.
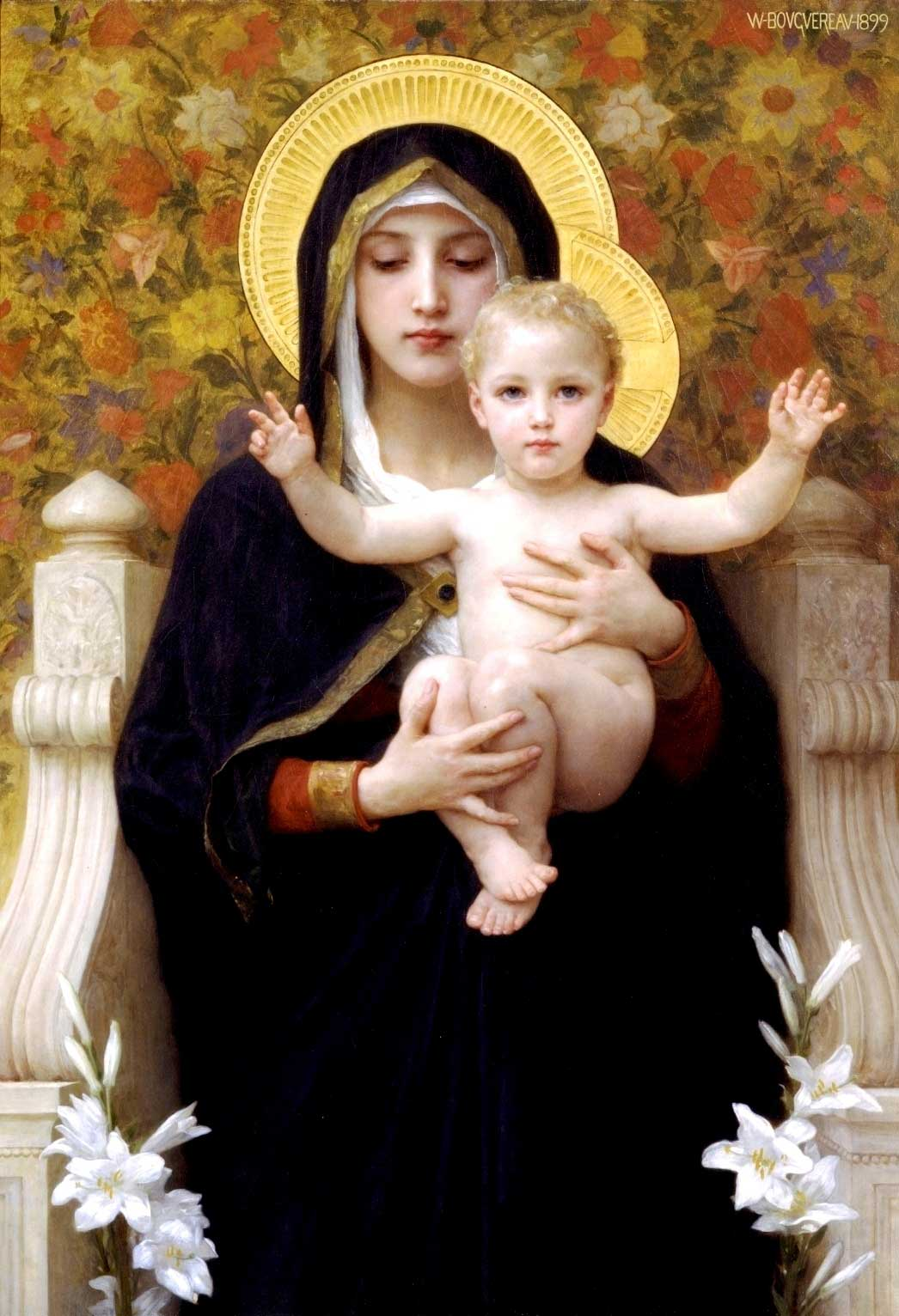
Madonnan med liljorna (1899).
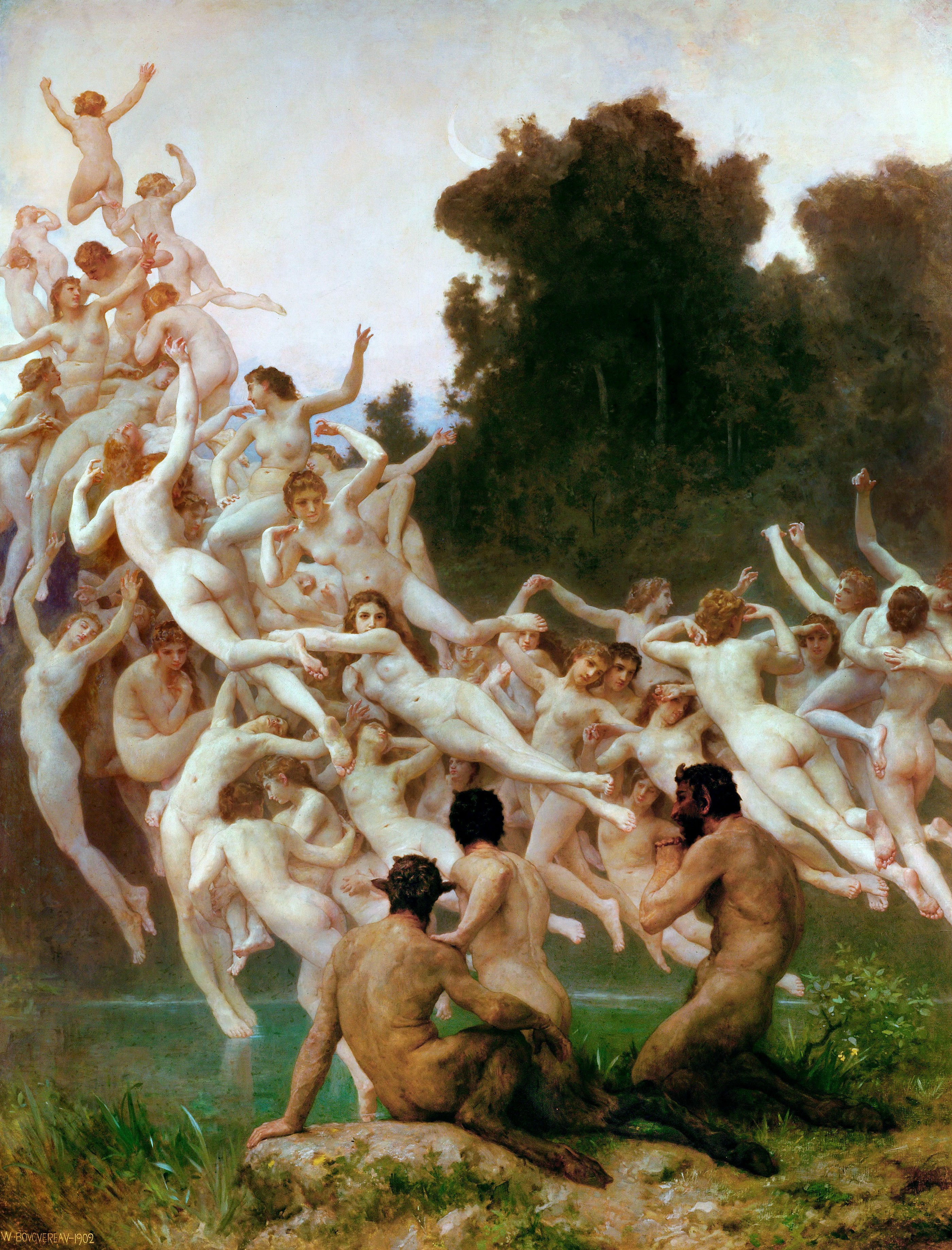
Les Oreades (1902).